# Paulo Sabugosa
Paulo Teixeira de Mello Sabugosa, mais conhecido como Paulo Sabugosa  (Rio de Janeiro, 6 de agosto de 1948) é um fotógrafo de sucesso do final da década de 70 até o inicio da década de 90. Fez fotos de moda, decoração, publicidade de moda e retratos.

## Carreira
Formado em Economia e Administração pela Universidade Gama Filho, atuou no mercado financeiro entre o final da década de 60 e até o final da década de 70.
Sempre teve como hobby a fotografia, sua paixão. Passava os fins de semana dentro do laboratório revelando e ampliando suas fotos tiradas no tempo livre.
Certo dia, uma amiga modelo pediu para ele fotografar um desfile em que ela estaria trabalhando. A mesma pegou essas fotos e levou para a editora de moda Gisela Porto do jornal O Globo que as publicou. Desde então, sempre o chamaram para fazer a página semanal de moda do jornal. Como nesse jornal havia uma coluna social intitulada de SWANN, onde publicavam retratos de mulheres da sociedade e atrizes, Carlos Leonam, o editor, o requisitou para fazer uma foto da atriz Lídia Brondi, que estava fazendo muito sucesso na novela Dancin' Days. A coluna sempre teve seus retratos publicados desde então.

## Principais trabalhos
Seus principais trabalhos foram para o ELA (O Globo), onde trabalhou praticamente por uma década. Fez fotos para as principais revistas de moda do Brasil: Vogue, Claudia, Moda Brasil, Criativa, L'Officiel e Interview. Fez retratos de pessoas famosas como: Gilberto Braga, José Lewgoy, Arnaldo Jabor, Astor Piazzolla, Egon von Fürstenberg, Cazuza, Franco Zeffirelli e outros foram clicados por ele. Foi um dos raros fotógrafos brasileiros a trabalhar para a conceituada revista de decoração americana Architectural Digest. Trabalhou também para a Casa Vogue Brasil e para o Jornal do Brasil fazendo a parte de moda.
Concorreu ao II Oscar da Moda no Rio de Janeiro com J.R. Duran, Miro de Souza, Luiz Tripolli e Luiz Garrido.

Sempre foi um fotógrafo freelancer.